# Teosto
Teosto är en finländsk upphovsrättsorganisation för kompositörer, textförfattare, arrangörer och förläggare för musik. Organisationen uppger sig företräda 20 000 finländska upphovsmän och förlag. Organisationen har rätt att å upphovsmännens vägnar avtala om användande av verk, också för upphovsmän i branschen som inte är medlemmar.
Teosto grundades 1928. Dess ställning bygger numera på upphovsrättslagen och bestämmelserna om avtalslicens. Organisationen hade 676 medlemmar år 2008, varav 41 musikförläggare. Inkomsterna består förutom royaltyn av ”kassettavgiften”, den särskilda avgift som betalas av handeln vid försäljning av tomma lagringsmedia som till exempel CD för att upphovsrättsinnehavare skall få ersättning också för kopiering för enskilt bruk. Efter att organisationens omkostnader dragits av utbetalas ersättningarna till medlemmar, kunder och enligt skilt krav från annan rättsinnehavare.
Genom arrangemanget med avtalslicens behöver man inte få tag på alla rättsinnehavare för att kunna uppföra ett verk och de enskilda rättsinnehavarna slipper att sköta byråkratin kring ersättningarna. Å andra sidan har organisationen fått kritik för hur den använder sin monopolställning.

## Källhänvisningar
1. ↑  ”Vad är Teosto?” (på finska). Teosto. Arkiverad från originalet den 1 mars 2010. https://web.archive.org/web/20100301174512/http://www.teosto.fi/fi/mika_teosto_on.html. Läst 19 februari 2010.
2. ↑  Se lagen om upphovsrätt på Finlex, 26 §
3. ↑  ”Årsberättelse 2008” (på finska) (pdf). Teosto. sid. s. 24. Arkiverad från originalet den 20 februari 2012. https://web.archive.org/web/20120220052958/http://www.teosto.fi/teosto/websivut.nsf/0/d4c241eb3d1699f1c225729f004510a0/%24FILE/Vuosikertomus%2008.pdf. Läst 19 februari 2010.
4. ↑  Upphovsrättslagen, kapitel 2 a